# 磯村保
磯村 保（いそむら たもつ、1951年12月9日 - ）は、日本の法学者。専門は民法。京都府出身。神戸大学名誉教授。現在は早稲田大学大学院法務研究科教授。法科大学院協会常務理事や日独法学会理事長も務める。

## 経歴
- 1951年 京都府京都市にて生誕[1]。
- 1970年 京都教育大学教育学部附属高等学校卒業[1]。
- 1973年 司法試験合格。
- 1974年 京都大学法学部卒業[1]。
- 1974年 神戸大学法学部助手（同期に岸田雅雄）。
- 1977年 神戸大学法学部助教授[1]。
- 1987年 神戸大学法学部教授[1]。
- 2000年 神戸大学大学院法学研究科教授[1]。
- 2012年
  - 3月付で神戸大学退職、神戸大学名誉教授[1]。
  - 早稲田大学大学院法務研究科教授に就任。

## 家族
父は、京都大学名誉教授の磯村哲。

## 著作
- 『民法トライアル教室』（共著、有斐閣、1999年）
- 『法科大学院ケースブック 民法』（共著、日本評論社、2004年）
- 『民法IV 債権各論 第4版 有斐閣Sシリーズ』（共著、有斐閣、2019年）
- 『事例でおさえる民法 改正債権法』（単著、有斐閣、2021年）

## 脚註
1. 1 2 3 4 5 6 7 8 9   神戸大学　教員紹介　磯村保 - archive.today（2013年4月23日アーカイブ分）
2. ↑  早稲田大学教員プロフィール　磯村保 2013年2月2日閲覧

| スタブアイコン | サブスタブ | この項目は、まだ閲覧者の調べものの参照としては役立たない、人物に関連した書きかけの項目です。この項目を加筆・訂正などしてくださる協力者を求めています（P:人物伝/PJ:人物伝）。 |